# أوتو ستروف
أوتو ستروف (الروسية: Струве, Отто Людвигович) (و. 1897 – 1963 م) هو عالم فلك من الإمبراطورية الروسية. ولد في خاركيف. كان عضوًا في الجمعية الملكية، والأكاديمية الأمريكية للفنون والعلوم، والأكاديمية الملكية الهولندية للفنون والعلوم.
توفي في بيركيلي، كاليفورنيا، عن عمر يناهز 66 عاماً.

## التعليم
تعلم في جامعة خاركوف.

## مناصب وهيئات
أدار جامعة شيكاغو.

## جوائز
حصل على جوائز منها:
- جائزة المحاضر لهنري نوريس راسيل (1957)
- وسام هنري درابر (1949)
- وسام بروس (1948)
- الميدالية الذهبية للجمعية الفلكية الملكية (1944)
- زميل في الجمعية الملكية
- زمالة غوغنهايم.

## روابط خارجية
- أوتو ستروف على موقع الموسوعة البريطانية (الإنجليزية)
- أوتو ستروف على موقع إن إن دي بي (الإنجليزية)